# قائمة رؤساء الحكومات الأيرلندية منذ عام 1919
هذه قائمة رؤساء الحكومات الأيرلندية منذ عام 1919.

## جمهورية أيرلندا
يُعرف رئيس الحكومة الأيرلندية، أو رئيس الوزراء، حاليا باسم تيشخ. لكن منذ عام 1919 تغير لقب رئيس الحكومة أكثر من مرة. عُرف رئيس الحكومة في ظل جمهورية أيرلندية 1919-1922 في البداية باسم رئيس ديل إيرين ثم لاحقًا باسم رئيس الجمهورية. كان رئيس الحكومة هو رئيس المجلس التنفيذي في الدولة الأيرلندية الحرة في الفترة من 1922 إلى 1937. كان هناك أيضًا لفترة وجيزة مباشرة قبل إنشاء الدولة الأيرلندية الحرة منصب رئيس الحكومة المؤقتة. كان هناك منصبا رئيس الجمهورية ورئيس الحكومة المؤقتة في وقت واحد لفترة وجيزة في عام 1921.

### المنصب
| الرئيس                                                     | النائب         | حكومة                   | الدولة                  | الدستور                               | التاريخ                                                     |
| ---------------------------------------------------------- | -------------- | ----------------------- | ----------------------- | ------------------------------------- | ----------------------------------------------------------- |
| President of Dáil Éireann/ President of the Irish Republic | غير معروف      | Ministry                | الجمهورية الأيرلندية    | Dáil Constitution                     | 21 يناير 1919 – 6 ديسمبر 1922 26 أغسطس 1921 – 6 ديسمبر 1922 |
| Chairman of the Provisional Government ‏                    | غير معروف      | Provisional Government ‏ | أيرلندا الجنوبية        | Irish Free State (Agreement) Act 1922 | 3 مايو 1921 – 6 ديسمبر 1922                                 |
| President of the Executive Council ‏                        | Vice-President | Executive Council ‏      | الدولة الأيرلندية الحرة | Constitution of the Irish Free State  | 6 ديسمبر 1922 – 29 ديسمبر 1937                              |
| تيشخ                                                       | Tánaiste       | حكومة أيرلندا           | جمهورية أيرلندا         | دستور أيرلندا                         | 29 ديسمبر 1937 – الآن                                       |

### القائمة
| No.  | الصورة | الاسم (الميلاد–الوفاة)       | الفترة         | الفترة         | الفترة             | الحزب                                                  | الدائرة الانتخابية                                                                            | الحزب |
| No.  | الصورة | الاسم (الميلاد–الوفاة)       | استلم المنصب   | ترك المنصب     | المدة              | الحزب                                                  | الدائرة الانتخابية                                                                            | الحزب |
| ---- | ------ | ---------------------------- | -------------- | -------------- | ------------------ | ------------------------------------------------------ | --------------------------------------------------------------------------------------------- | --- |
| 1    |        | Cathal Brugha (1874–1922)    | 21 يناير 1919  | 1 أبريل 1919   | 70 أيام            | شين فين                                                | Waterford County ‏                                                                             | 1st Ministry ‏ |
| 2    |        | إيمون دي فاليرا (1882–1975)  | 1 أبريل 1919   | 9 يناير 1922   | 2 سنوات و283 أيام  | شين فين                                                | Clare East ‏ وMayo East ‏ (1919–1921) Clare (1921–1922)                                         | 2nd Ministry ‏ (1919–1921) 3rd Ministry ‏ (1921–1922) |
| 3    |        | آرثر غريفيث (1872–1922)      | 10 يناير 1922  | 12 أغسطس 1922  | 214 أيام           | شين فين (الفصيل المؤيد للمعاهدة الإنجليزية الأيرلندية) | Cavan                                                                                         | 4th Ministry ‏ |
| 4    |        | مايكل كولينز (1890–1922)     | 16 يناير 1922  | 22 أغسطس 1922  | 218 أيام           | شين فين (الفصيل المؤيد للمعاهدة الإنجليزية الأيرلندية) | [[Cork Mid, North, South, South East and West\|Cork Mid, North, South, South East and West]] ‏ | 1st Provisional Government ‏ |
| 5    |        | W. T. Cosgrave (1880–1965)   | 22 أغسطس 1922  | 9 مارس 1932    | 9 سنوات و200 أيام  | Cumann na nGaedheal                                    | Carlow–Kilkenny (1922–1927) Cork Borough ‏ (1927–1932)                                         | 1st Provisional Government ‏ (1922) 2nd Provisional Government ‏ (1922) 1st Executive Council ‏ (1922–1923) 2nd Executive Council ‏ (1923–1927) 3rd Executive Council ‏ (1927) 4th Executive Council ‏ (1927–1930) 5th Executive Council ‏ (1930–1932) |
| (2)  |        | إيمون دي فاليرا (1882–1975)  | 9 مارس 1932    | 18 فبراير 1948 | 15 سنوات و346 أيام | فيانا فايل                                             | Clare                                                                                         | 6th Executive Council ‏ (1932–1933) 7th Executive Council ‏ (1933–1937) 8th Executive Council ‏ (1937) 1st Government ‏ (1937–1938) 2nd Government ‏ (1938–1943) 3rd Government ‏ (1943–1944) 4th Government ‏ (1944–1948)                             |
| 6    |        | جون أ كوستيلو (1891–1976)    | 18 فبراير 1948 | 13 يونيو 1951  | 3 سنوات و115 أيام  | فاين جايل                                              | Dublin South-East ‏                                                                            | 5th Government ‏ |
| (2)  |        | إيمون دي فاليرا (1882–1975)  | 13 يونيو 1951  | 2 يونيو 1954   | 2 سنوات و354 أيام  | فيانا فايل                                             | Clare                                                                                         | 6th Government ‏ |
| (6)  |        | جون أ كوستيلو (1891–1976)    | 2 يونيو 1954   | 20 مارس 1957   | 2 سنوات و291 أيام  | فاين جايل                                              | Dublin South-East ‏                                                                            | 7th Government ‏ |
| (2)  |        | إيمون دي فاليرا (1882–1975)  | 20 مارس 1957   | 23 يونيو 1959  | 2 سنوات و95 أيام   | فيانا فايل                                             | Clare                                                                                         | 8th Government ‏ |
| 7    |        | Seán Lemass (1899–1971)      | 23 يونيو 1959  | 10 نوفمبر 1966 | 7 سنوات و140 أيام  | فيانا فايل                                             | Dublin South-Central ‏                                                                         | 9th Government ‏ (1959–1961) 10th Government ‏ (1961–1965) 11th Government ‏ (1965–1966) |
| 8    |        | جاك لينش (1917–1999)         | 10 نوفمبر 1966 | 14 مارس 1973   | 6 سنوات و124 أيام  | فيانا فايل                                             | Cork Borough ‏ (1966–1969) Cork City North-West ‏ (1969–1973)                                   | 12th Government ‏ (1966–1969) 13th Government ‏ (1969–1973) |
| 9    |        | Liam Cosgrave (1920–2017)    | 14 مارس 1973   | 5 يوليو 1977   | 4 سنوات و113 أيام  | فاين جايل                                              | Dún Laoghaire and Rathdown ‏                                                                   | 14th Government ‏ |
| (8)  |        | جاك لينش (1917–1999)         | 5 يوليو 1977   | 11 ديسمبر 1979 | 2 سنوات و159 أيام  | فيانا فايل                                             | Cork City ‏                                                                                    | 15th Government ‏ |
| 10   |        | تشارلز هوهي (1925–2006)      | 11 ديسمبر 1979 | 30 يونيو 1981  | 1 سنة و201 أيام    | فيانا فايل                                             | Dublin Artane ‏                                                                                | 16th Government ‏ |
| 11   |        | جاريت فيتزجيرالد (1926–2011) | 30 يونيو 1981  | 9 مارس 1982    | 252 أيام           | فاين جايل                                              | Dublin South-East ‏                                                                            | 17th Government ‏ |
| (10) |        | تشارلز هوهي (1925–2006)      | 9 مارس 1982    | 14 ديسمبر 1982 | 280 أيام           | فيانا فايل                                             | Dublin North-Central ‏                                                                         | 18th Government ‏ |
| (11) |        | جاريت فيتزجيرالد (1926–2011) | 14 ديسمبر 1982 | 10 مارس 1987   | 4 سنوات و86 أيام   | فاين جايل                                              | Dublin South-East ‏                                                                            | 19th Government ‏ |
| (10) |        | تشارلز هوهي (1925–2006)      | 10 مارس 1987   | 11 فبراير 1992 | 4 سنوات و338 أيام  | فيانا فايل                                             | Dublin North-Central ‏                                                                         | 20th Government ‏ (1987–1989) 21st Government ‏ (1989–1992) |
| 12   |        | ألبرت رينولدز (1932–2014)    | 11 فبراير 1992 | 15 ديسمبر 1994 | 2 سنوات و307 أيام  | فيانا فايل                                             | Longford–Roscommon                                                                            | 22nd Government ‏ (1992–1993) 23rd Government ‏ (1993–1994) |
| 13   |        | جون بروتون (مواليد 1947)     | 15 ديسمبر 1994 | 26 يونيو 1997  | 2 سنوات و193 أيام  | فاين جايل                                              | Meath                                                                                         | 24th Government ‏ (1994–1997) |
| 14   |        | بيرتي أهرن (مواليد 1951)     | 26 يونيو 1997  | 7 مايو 2008    | 10 سنوات و315 أيام | فيانا فايل                                             | Dublin Central ‏                                                                               | 25th Government ‏ (1997–2002) 26th Government ‏ (2002–2007) 27th Government ‏ (2007–2008) |
| 15   |        | بريان كوين (مواليد 1960)     | 7 مايو 2008    | 9 مارس 2011    | 2 سنوات و306 أيام  | فيانا فايل                                             | Laois–Offaly                                                                                  | 28th Government ‏ |
| 16   |        | إندا كيني (مواليد 1951)      | 9 مارس 2011    | 14 يونيو 2017  | 6 سنوات و97 أيام   | فاين جايل                                              | Mayo                                                                                          | 29th Government ‏ (2011–2016) 30th Government ‏ (2016–2017) |
| 17   |        | ليو فرادكار (مواليد 1979)    | 14 يونيو 2017  | 27 يونيو 2020  | 3 سنوات و13 أيام   | فاين جايل                                              | Dublin West ‏                                                                                  | 31st Government ‏ |
| 18   |        | مايكل مارتن (مواليد 1960)    | 27 يونيو 2020  | 17 ديسمبر 2022 | 2 سنوات و173 أيام  | فيانا فايل                                             | Cork South-Central ‏                                                                           | 32nd Government ‏ |
| (17) |        | ليو فرادكار (مواليد 1979)    | 17 ديسمبر 2022 | في المنصب      | 2 سنوات و94 أيام   | فاين جايل                                              | Dublin West ‏                                                                                  | 33rd Government ‏ |

## أيرلندا الشمالية
أحدث مجلس وزراء مفوض في أيرلندا الشمالية هو مجلس أيرلندا الشمالية التنفيذي المنشئ بموجب اتفاق الجمعة العظيمة. تعمل السلطة التنفيذية بشكل متقطع منذ عام 1999؛ ولكنها كانت موجودة بشكل مستمر منذ عام 2007، ولكن بعد الانتخابات التي أعقبت انهيار الحكومة في 16 يناير 2017، لم تشكل أي هيئة تنفيذية حتى يناير 2020 حتى توصلت الأطراف إلى اتفاق وأنشئت هيئة تنفيذية لاحقًا. كانت هناك ثلاثة مناصب وزارية مختلفة في أيرلندا الشمالية منذ عام 1921. المنصب الأحدث هو الوزير الأول ونائب الوزير الأول وهي حكومة ثنائية.

### المنصب
| الرئيس                                    | الحكومة                  | التاريخ                     |
| ----------------------------------------- | ------------------------ | --------------------------- |
| Prime Minister ‏                           | Government               | 7 يونيو 1921 – 30 مارس 1972 |
| Chief Executive ‏                          | Executive (Sunningdale) ‏ | 1 يناير 1974 – 28 مايو 1974 |
| First Minister and deputy First Minister ‏ | Executive                | 1 يوليو 1998 – الآن         |

### القائمة
| No.               | الصورة        | الاسم (الميلاد–الوفاة)             | الفترة         | الفترة          | الفترة             | الحزب السياسي             | الدائرة الانتاخبية                        | الحكومة                                                                                  |
| No.               | الصورة        | الاسم (الميلاد–الوفاة)             | استلم المنصب   | ترك المنصب      | المدة              | الحزب السياسي             | الدائرة الانتاخبية                        | الحكومة                                                                                  |
| ----------------- | ------------- | ---------------------------------- | -------------- | --------------- | ------------------ | ------------------------- | ----------------------------------------- | ---------------------------------------------------------------------------------------- |
| 1                 |               | Sir James Craig ‏ (1871–1940)       | 7 يونيو 1921   | 24 نوفمبر 1940  | 19 سنوات و170 أيام | حزب ألستر الوحدوي         | Down (1921–1929) North Down ‏ (1929–1940)  | Craigavon ministry                                                                       |
| 2                 |               | John Miller Andrews ‏ (1871–1956)   | 25 نوفمبر 1940 | 1 مايو 1943     | 2 سنوات و157 أيام  | حزب ألستر الوحدوي         | Mid Down ‏                                 | Andrews ministry ‏                                                                        |
| 3                 |               | Sir Basil Brooke ‏ (1888–1973)      | 1 مايو 1943    | 25 مارس 1963    | 19 سنوات و328 أيام | حزب ألستر الوحدوي         | Lisnaskea                                 | Brookeborough ministry                                                                   |
| 4                 |               | تيرينس أونيل (1914–1990)           | 25 مارس 1963   | 1 مايو 1969     | 6 سنوات و37 أيام   | حزب ألستر الوحدوي         | Bannside                                  | O'Neill ministry                                                                         |
| 5                 |               | James Chichester-Clark (1923–2002) | 1 مايو 1969    | 23 مارس 1971    | 1 سنة و326 أيام    | حزب ألستر الوحدوي         | South Londonderry ‏                        | Chichester-Clark ministry                                                                |
| 6                 |               | برايان فولكنير (1921–1977)         | 23 مارس 1971   | 30 مارس 1972    | 1 سنة و7 أيام      | حزب ألستر الوحدوي         | East Down ‏                                | Faulkner ministry                                                                        |
| 6                 | 1 يناير 1974  | برايان فولكنير (1921–1977)         | 28 مايو 1974   | 147 أيام        | South Down ‏        | حزب ألستر الوحدوي         | 1974 Executive ‏                           |                                                                                          |
| الوزير الأول      |               |                                    |                |                 |                    |                           |                                           |                                                                                          |
| 1                 |               | دافيد تريمبل (1944–2022)           | 1 يوليو 1998   | 14 أكتوبر 2002  | 4 سنوات و105 أيام  | حزب ألستر الوحدوي         | Upper Bann ‏                               | First Executive ‏                                                                         |
| 2                 |               | إيان بيزلي (1926–2014)             | 8 مايو 2007    | 5 يونيو 2008    | 1 سنة و28 أيام     | الحزب الديمقراطي الاتحادي | North Antrim ‏                             | Second Executive ‏                                                                        |
| 3                 |               | بيتر روبنسون (مواليد 1948)         | 5 يونيو 2008   | 11 يناير 2016   | 7 سنوات و220 أيام  | الحزب الديمقراطي الاتحادي | Belfast East ‏                             | Second Executive ‏ (2008–2011) Third Executive ‏ (2011–2016)                               |
| 4                 |               | أرلين فوستر (مواليد 1970)          | 11 يناير 2016  | 9 يناير 2017    | 364 أيام           | الحزب الديمقراطي الاتحادي | Fermanagh and South Tyrone ‏               | Fourth Executive ‏                                                                        |
| 4                 | 11 يناير 2020 | أرلين فوستر (مواليد 1970)          | 14 يونيو 2021  | 1 سنة و154 أيام | Fifth Executive ‏   | الحزب الديمقراطي الاتحادي | Fermanagh and South Tyrone ‏               |                                                                                          |
| 5                 |               | Paul Givan (مواليد 1981)           | 17 يونيو 2021  | 3 فبراير 2022   | Fifth Executive ‏   | 231 أيام                  | الحزب الديمقراطي الاتحادي                 | Lagan Valley ‏                                                                            |
| نواب الوزير الأول |               |                                    |                |                 |                    |                           |                                           |                                                                                          |
| 1                 |               | Seamus Mallon (1936–2020)          | 1 يوليو 1998   | 6 نوفمبر 2001   | 3 سنوات و128 أيام  | الحزب الاشتراكي العمالي   | Newry and Armagh ‏                         | First Executive ‏                                                                         |
| 2                 |               | Mark Durkan (مواليد 1960)          | 6 نوفمبر 2001  | 14 أكتوبر 2002  | 342 أيام           | الحزب الاشتراكي العمالي   | Foyle                                     | First Executive ‏                                                                         |
| 3                 |               | مارتن ماكغينيس (1950–2017)         | 8 مايو 2007    | 9 يناير 2017    | 9 سنوات و246 أيام  | شين فين                   | Mid Ulster ‏ (2007–2016) Foyle (2016–2017) | Second Executive ‏ (2007–2011) Third Executive ‏ (2011–2016) Fourth Executive ‏ (2016–2017) |
| 4                 |               | ميشيل أونيل (مواليد 1977)          | 11 يناير 2020  | 3 فبراير 2022   | 2 سنوات و23 أيام   | شين فين                   | Mid Ulster ‏                               | Fifth Executive ‏                                                                         |

## الملاحظات
1. ↑  أصبح President of Dáil Éireann إلى رئيس الجمهورية الأيرلندية في أغسطس 1921.
2. 1 2  كانت هناك إدارتان تعملان بالتوازي من يناير إلى أغسطس 1922 هما وزارة الجمهورية الأيرلندية المستقلة المعلنة ذاتيًا والحكومة المؤقتة التي قبلتها المملكة المتحدة، وكان لكل مجلس وزراء عضوية متداخلة. شغل دي فاليرا كلا المنصبين، ولكن بعد استقالته كان هناك رئيسان للحكومة آرثر غريفيث رئيس الجمهورية، ومايكل كولينز رئيس حكومة أيرلندا الجنوبية المؤقتة. جاء هذا الوضع الشاذ لأن الحكومة البريطانية لم تعترف إلا بالبرلمان الذي أنشأه قانون حكومة أيرلندا، شارك حزب الشين فين في التمثيلية لتحريك الأمور. ومما زاد الارتباك أن كولينز كان وزير المالية في عهد جريفيث، بينما كان جريفيث وزيرًا للخارجية في عهد كولينز. انتهت القيادة المزدوجة عندما تولى دبليو تي كوسجريف كلا المنصبين بعد وفاة جريفيث في 12 أغسطس 1922، وكولينز في 2بعده 2 أغسطس، ودمجت الإدارتين المتوازيتين.
3. ↑  عندما أصبح دبليو تي كوسجريف رئيسًا كان لا يزال عرفا عضوًا في الشين فين.
4. ↑  من فصيل حزب الشين فين المناهض للمعاهدة.